# Synaphea
Synaphea är ett släkte av tvåhjärtbladiga växter. Synaphea ingår i familjen Proteaceae.

## Dottertaxa tillSynaphea, i alfabetisk ordning[1]
- Synaphea acutiloba
- Synaphea aephynsa
- Synaphea bifurcata
- Synaphea boyaginensis
- Synaphea brachyceras
- Synaphea canaliculata
- Synaphea cervifolia
- Synaphea constricta
- Synaphea cuneata
- Synaphea damopsis
- Synaphea decumbens
- Synaphea diabolica
- Synaphea divaricata
- Synaphea endothrix
- Synaphea favosa
- Synaphea flabelliformis
- Synaphea flexuosa
- Synaphea floribunda
- Synaphea gracillima
- Synaphea grandis
- Synaphea hians
- Synaphea incurva
- Synaphea interioris
- Synaphea intricata
- Synaphea lesueurensis
- Synaphea macrophylla
- Synaphea media
- Synaphea nexosa
- Synaphea obtusata
- Synaphea odocoileops
- Synaphea oligantha
- Synaphea otiostigma
- Synaphea oulopha
- Synaphea pandurata
- Synaphea panhesya
- Synaphea parviflora
- Synaphea petiolaris
- Synaphea pinnata
- Synaphea platyphylla
- Synaphea polymorpha
- Synaphea polypodioides
- Synaphea preissii
- Synaphea quartzitica
- Synaphea rangiferops
- Synaphea recurva
- Synaphea reticulata
- Synaphea sparsiflora
- Synaphea spinulosa
- Synaphea stenoloba
- Synaphea tamminensis
- Synaphea trinacriformis
- Synaphea tripartita
- Synaphea whicherensis
- Synaphea xela